# Franz Guttmann
Franz Guttmann (* 7. März 1949 in Rohrbach bei Mattersburg) ist ein ehemaliger österreichischer Politiker (SPÖ). Er war 1996 Abgeordneter zum Burgenländischen Landtag.

## Leben
Guttmann besuchte nach der Volksschule Rohrbach die Hauptschule in Mattersburg. Nach dem Abschluss der HTL-Baufachschule in Wiener Neustadt 1968 leistete er den Präsenzdienst ab und war in der Folge als technischer Angestellter beschäftigt.

## Politik
Guttmann engagierte sich ab 1982 als Gemeinderat und Bürgermeister in Rohrbach und vertrat die SPÖ vom 27. Juni 1996 bis zum 25. November 1996 im Burgenländischen Landtag. 